# Акіле Рукійє Ханим Султан
Акіле (Рукіє)-хатун (Тур. Akile (Rukiye) Hatun; бл. 1607, Стамбул — після 1630, там же) — друга дружина султана Османа II і мати двох його дітей.

## Біографія
Акіле належала до однієї з найбільш знатних родин улемів в історії Османської імперії. Батьком дівчини був шейх-уль-іслам Хаджизаде Мехмед Есад-ефенді, який був сином Хаджі Садеддіна-ефенді — вихователя Мурада III, муфтія, історика, автора Tac üt-tevarih і засновника династії релігійних діячів.
Шлюб між Османом II і Акіле був укладений 1622 року за кілька місяців до вбивства султана. Цей шлюб послужив причиною охолодження відносин між батьком Акіле і Османом II; крім того, він порушував придворну традицію, згідно з якою султану належало уникати династичних альянсів, зокрема з жінками-мусульманками. Поява в султанському гаремі вільної мусульманки із знатного роду викликало невдоволення в народі.
Осман був повалений і убитий в травні 1622 року; Акіле з наложницями була вислана до Старого палацу, де в листопаді 1622 вона народила близнюків — Зейнеп і Мустафу. Обидві дитини померли в наступному році. Після смерті дітей Акіле було дозволено повернутися в дім батька, де вона залишалася до 1627 року, коли вийшла заміж за Ганізаде Надира-ефенді [джерело не вказано 315 днів]. Акіле померла  1631 року і була похована на кладовищі в Ейюпі.
Історик Леслі Пірс вважає, що Акіле ніколи не була в гаремі султана, оскільки її поява в гаремі, що складався суцільно з рабів, порушила б споконвічний порядок. Замість цього, вона проживала в одному з палаців або павільйонів, що належали султанській сім'ї.

## В культурі
У серіалі «Величне століття:Нова володарка» роль Акіле виконала актриса Бахар Сельва.
1. ↑  Peirce, 1993, с. 106—107.